# Pinchas Menachem Justman
Pinchas Menachem (Eliezer) Justman lub Yustman lub Yostman (1848–1920) Pilicki Rebe, zwany również po tytule swojej głównej pracy jako Cadyk Siftei  lub Cadyk Sefsei. W swoich wczesnych latach znany jako rebe Mendele z Ger. Był chasydzkim rabinem, który po śmierci szwagra rabina Judy Arie Leib Altera, otrzymał tytuł rebe w dynastii Ger u chasydów w Pilicy.

## Wczesne lata
Urodził się w Górze Kalwarii w 1848 jako syn rabina Benjamina Leizera Justmana i  Ciny Pesy Justman z domu Alter, córki Icchaka Meir Altera pierwszego rebe z dynastii Ger, i nazywał się Pinchas Menachem. Był znany w rodzinie i wśród przyjaciół jako Rebe Mendele z Ger. Jego matka Cina Pesa zmarła, kiedy Pinchas Menachem był jeszcze młody. Osierocony przez matkę był wychowywany przez swoich dziadków, rabina Icchaka Meir Altera (znanego jako Chiddushei Harim) i jego żonę. Kiedy miał około dziewięciu lat, dziadek zabrał go do rebe z Kocka na uroczystość, która pozostawiła na nim wrażenie do końca życia.
Ożenił się z Leą Hendel, córką wuja Abrahama Mordechaja Altera w 1864.
Justman opublikował w Piotrkowie Trybunalskim w latach 1899–1903 piątą drukowaną wersję Talmudu Jerozolimskiego z komentarzem rabina Jakuba Dawida Wilovskyego znanego również jako Ridbaz lub Ridvaz.

## Przywództwo
W 1905, kiedy jego szwagier, trzeci rebe z dynastii Ger Juda Arie Leib Alter zmarł, wyprowadził się z Góry Kalwarii do Pilicy, gdzie dostał tytuł rebe tamtejszych chasydów. Dodał nazwę Eliezer do imienia Pinchas Menachem, kiedy był bardzo chory, 23. Tamuz 1912. W końcu wyzdrowiał i w 1915 przeniósł się do Wieruszowa, by 4 lata później przenieść się do Częstochowy.

## Śmierć i pogrzeb
Zmarł w szabat 10. Kislewa (21 listopada) 1920, w Częstochowie. Pogrzeb odbył się w poniedziałek, ponieważ nie było porozumienia pomiędzy wspólnotami w Pilicy i Częstochowie w sprawie miejsca pochówku. Ostatecznie został pochowany na cmentarzu żydowskim w Częstochowie obok syna Izaaka Meira, który zmarł rok wcześniej.
Szósty rebe z Gere Pinchas Menachem Alter został nazwany Pinchas Menachem  przez swojego ojca, rabina Abrahama Mordechaja Altera po swoim ukochanym wujku rabinie Pinchasie Menachemie Justmanie.
Pisał komentarze do Tory, zwany jako Siftei Cadyk, które zostały opublikowane po jego śmierci przez jego syna rabina Henocha Gada Justmana i rabina Mendela Menachema Altera z Pabianic syna Judy Arie Leib Altera zwanego również jako Sfas Emes. Jego komentarze do Talmudu i Księgi Psalmów zaginęły w czasie Holocaustu.

## Rodzina
Pierwsza żona Justmana Lea Hendel (Alter) urodziła sześć córek i trzech synów.
Estera – wyszła za mąż za rabina Abrahama Abbę Bomatza
Chaja Sara – wyszła za mąż za rabina Icchaka Meira Mintza
Bracha – wyszła za mąż za rabina Icchaka Meira Eibeszica, rabina w Pilicy
rabin Izaak Meir Justman – ożenił się z Rachelą Araten. Był cadykiem częstochowskich chasydów i pełnił funkcję rabina w Częstochowie. Zmarł w 1920 w Częstochowie, pochowany również na tutejszym cmentarzu żydowskim. Koło niego został pochowany rok później ojciec.
Feige – wyszła za mąż za rabina Hanocha Henicha Rotblata
rabin Abraham Mordechaj Justman – ożenił się z Rachelą. Zmarł w  1928
Freida-Ratzh – wyszła za mąż za rabina Meira Yoskovitza
Rachela – w pierwszym małżeństwie była żoną rabina Dova Berisha Einhorna z Amstov. W drugim małżeństwie poślubiła rabina Yezekiela Bidermana
Najmłodszy syn był najbardziej znany, rabin Henoch Gad Justman – ożenił się z Devorą Matill Halperin. Po śmierci ojca chasydzi wybrali go rebe Pilicy. Później został rabinem Wielunia. Zginął w Treblince w 1942.
Z drugą żoną Chają Yutą (Rothenberg) nie miał dzieci.